# Maxim Votinov
Maxim Andrejevič Votinov (rusky Максим Андреевич Вотинов; * 29. srpna 1988, Leningrad, RSFSR, Sovětský svaz) je ruský fotbalový útočník, který působí od února 2016 ve slovenském klubu MFK Zemplín Michalovce.

## Klubová kariéra
- FK Zenit Sankt-Petěrburg (mládež)
- Yverdon Sport FC (mládež)
- FC Kuusankoski 2008
- Mikkelin Palloilijat 2009
- Myllykosken Pallo-47 2009–2011
- FK Baltika Kaliningrad 2012–2014
- FK Arsenal Tula 2014
- FK Tosno 2015
- FK Luč-Energija Vladivostok 2015–2016
- MFK Zemplín Michalovce 2016–[1]